# Anacamptis pyramidalis
Anacamptis pyramidalis é planta herbácea, perene, pertencente ao género Anacamptis da família Orchidaceae (orquídeas). O nome científico Anacamptis deriva do grego ανακάμτειν 'anakamptein' significando 'curvada para a frente', enquanto que o nome em latim pyramidalis faz referência à forma piramidal da sua inflorescência.
Os seus nomes comuns são orquídea-piramidal ou satirião-menor.

## Descrição
.

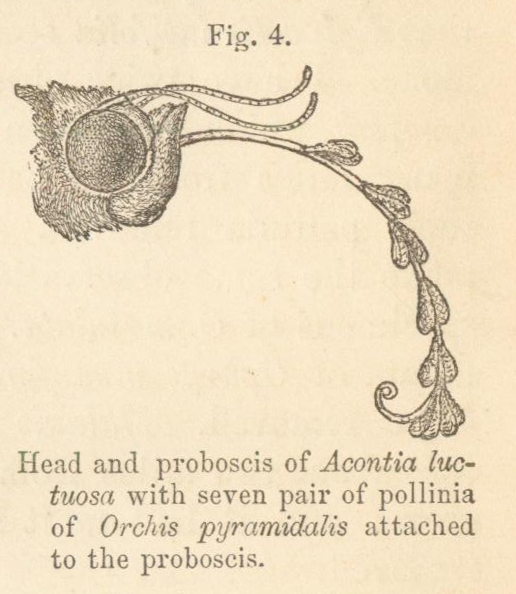
Gravura do livro de Charles Darwin, Fertilisation of Orchids, representando a cabeça da uma traça e o probóscide com várias polínias agarradas, provenientes de Orchis pyramidalis

Esta planta atinge em média 10 a 25 cm de altura, com um máximo de 60 cm. O caule é erecto e não ramificado. As folhas basais são linear-lanceoladas, com nervuras paralelas, de até 25 cm de comprimento. As folhas caulinares são mais pequenas e menos visíveis.
O arranjo das flores hermafroditas, numa forma piramidal, é distintiva. A cor das flores varia de rosa a púrpura, ou raramente brancas. As flores possuem seis tépalas, sendo três pequenas sépalas e três pétalas. Duas pequenas pétalas estão inseridas lateralmente, enquanto que a terceira e labelo inferior é largo e bilobado. Na parte traseira da flor existe um espigão tubular de 1,5 cm de comprimento, enquanto que o labelo apresenta duas pequenas dobras laterais.
O período de floração decorre de Abril a Julho.

## Reprodução
As flores são polinizadas por borboletas e traças. Para garantir a fertilização, a sua morfologia está adaptada para os probóscides de lepidópteros, especialmente espécies dos géneros Euphydryas, Melanargia, Melitaea, Pieris e  Zygaena. O mecanismo através do qual os seus pares de polínias se agarram aos probóscides dos insectos foi descoberto por Charles Darwin e descrito no seu livro Fertilisation of Orchids.

## Distribuição
Esta orquídea é nativa do sudoeste da Eurásia, desde a Europa ocidental, através da região mediterrânea para leste até ao Irão. Na Alemanha, é rara e foi declarada a Orquídea do Ano em 1990 para aumentar a consciencialização acerca desta planta.

## Habitat
Anacamptis pyramidalis requer locais ensolarados com solos diversos, podendo crescer em solos muito alcalinos. Pode ser encontrada em prados ou encostas secas e expostas, em altitudes de 0 a 2000 m acima de altitude.
Em Portugal é bastante comum no Centro-Oeste Calcário e no Algarve, ocorrendo em clareiras de matos e bosques, prados e pastagens, principalmente em solos calcários..

## Galeria
|  |  |  |  |  |

## Taxonomia
Anacamptis pyramidalis foi descrita por (L.) Rich. e publicado em Mémoires du Muséum d'Histoire Naturelle 4: 55. 1818.

## Sinónimos
| - Aceras pyramidalis Rchb. 1833 - Anacamptis condensata C.Koch 1849 - Anacamptis durandi Bréb. 1936 - Orchis bicornis Gilib. 1792 - Orchis pyramidalis L. 1753 - Orchis rivinii Gouan 1775 - Anacamptis pyramidalis f. condensata (Desf.) Maire & Weiller in R.C.J.Maire 1959 - Anacamptis pyramidalis f. sanguinea (Druce) P.D.Sell 1997 | - Anacamptis pyramidalis subsp. condensata (Desf.) H.Lindb. 1932 - Anacamptis pyramidalis var. brachystachys (d'Urv.) Boiss. in ? - Anacamptis pyramidalis var. sanguinea (Druce) Kreutz 2003 - Orchis appendiculata Stokes 1812 - Orchis brachystachys d'Urv. 1822 - Orchis condensata Desf. 1799 - Orchis duquesnii Nyman 1855 - Orchis pyramidalis var. sanguinea Druce 1929 |

## Variedades
Possui algumas variedades, por vezes tratadas como subespécies, limitadas a algumas regiões:
- Anacamptis pyramidalis var. tanayensis (Chenevard) Soó in Keller - Flores mais escuras e pequenas. Cantões de Friburgo e Valais (Suíça).
- Anacamptis pyramidalis var. urvilleana (Sommier & Caruana) Kreutz - Malta.
- Anacamptis pyramidalis var. sanguinea (Druce) Kreutz - Inflorescência mais arredondada, planta geral mais pequenas. Condado de Galway até ao Condado de Kerry (Irlanda)

A variedade alba pode ser encontrada em toda a área de distribuição da espécie.

## Usos
O tubérculo seco e moído dá uma farinha denominada salepo. Trata-se de uma substância nutritiva, doce, rica em amido. É usada em bebidas, cereais e para fazer pão. É também usada em dietas para crianças e convalescentes.